# John Hudson (acteur)
Pour les articles homonymes, voir Hudson et John Hudson.
Jonathan C. « John » Hudson, né le 24 janvier 1919 à Gilroy (Californie) et mort le 8 avril 1996 à Los Angeles (Californie), est un acteur américain.

## Biographie
Au théâtre, de 1941 à 1995, John Hudson joue notamment à Broadway (New York) et à Londres, entre autres dans The Golden State de Sam Spewack (Broadway, 1950, avec Jocelyn Brando et Josephine Hull), Night and Day (en) de Tom Stoppard (Londres, 1980) et Un homme pour l'éternité de Robert Bolt (Londres, 1987, avec Charlton Heston et Roy Kinnear).
Au cinéma, il débute dans le film britannique À cor et à cri de Charles Crichton (1947, avec Alastair Sim et Harry Fowler). Suivent dix-huit films américains, dont les westerns À feu et à sang de Budd Boetticher (1951, avec Audie Murphy et Beverly Tyler) et Règlements de comptes à O.K. Corral de John Sturges (1957, avec Burt Lancaster et Kirk Douglas), le drame Le Cercle infernal d'Henry Hathaway (1955, avec Kirk Douglas et Bella Darvi), ou encore la comédie Il a suffi d'une nuit de Joseph Anthony (son dernier film, 1961, avec Dean Martin et Shirley MacLaine).
À la télévision américaine enfin, hormis un téléfilm diffusé en 1954, John Hudson apparaît surtout dans quarante-huit séries entre 1949 et 1974, dont Perry Mason (un épisode, 1959), Gunsmoke (un épisode, 1964) et Cannon (un épisode, 1972).

## Théâtre (sélection)

### Broadway
- 1941-1943 : Junior Miss de Jerome Chodorov et Joseph Fields, d'après le roman éponyme de Sally Benson, mise en scène de Moss Hart : Henry
- 1946 : January Thaw de William Roos, mise en scène d'Ezra Stone : George Husted
- 1947 : Craig's Wife (en) de (et mise en scène par) George Kelly : Eugene Fredericks
- 1948 : The Men We Marry d'Elizabeth Cobb et Herschell Williams : Peter Sterling
- 1950 : The Golden State de (et mise en scène par) Sam Spewack, production de Bella Spewack : Hubert Clay

### Londres
- 1980 : Night and Day (en) de Tom Stoppard
- 1986 : Woman in Mind (en) d'Alan Ayckbourn
- 1987 : Un homme pour l'éternité ou Thomas More (A Man for All Seasons) de Robert Bolt
- 1990 : Exchange de Iouri Trifonov, adaptation de Michael Frayn
- 1995 : The Maitlands de Ronald Mackenzie
- 1995 : Le Rapport dont vous êtes l'objet (The Memorandum) de Václav Havel

## Filmographie partielle

### Cinéma
- 1947 : À cor et à cri (Hue and Cry) de Charles Crichton : Stan
- 1951 : À feu et à sang (The Cimarron Kid) de Budd Boetticher : « Dynamite Dick » Dalton
- 1951 : La Nouvelle Aurore (Bright Victory) de Mark Robson : Caporal John Flagg
- 1952 : Au mépris des lois (The Battle of Apache Pass) de George Sherman : Lieutenant George Bascom
- 1952 : Les Conducteurs du diable (Red Ball Express) de Budd Boetticher : un sergent de tank
- 1953 : Retour au paradis (Return to Paradise) de Mark Robson : Capitaine Harry Faber
- 1953 : La Mer des bateaux perdus (Sea of Lost Ships) de Joseph Kane : le pilote
- 1954 : Quatre Étranges Cavaliers (Silver Lode) d'Allan Dwan : Michael « Mitch » Evans
- 1955 : Les Maraudeurs (en) (The Marauders) de Gerald Mayer : Roy Rutherford
- 1955 : Le Cercle infernal (The Racers) d'Henry Hathaway : Michel Caron
- 1955 : L'Aventure fantastique (Many Rivers to Cross) de Roy Rowland : Hugh
- 1955 : Fort Yuma de Lesley Selander : Sergent Jonas
- 1956 : L'Attaque du Fort Douglas (Mohawk) de Kut Neumann : Capitaine Langley
- 1957 : Règlements de comptes à O.K. Corral (Gunfight at the O.K. Corral) de John Sturges : Virgil Earp
- 1958 : Le Crâne hurlant (The Screaming Skull) d'Alex Nicol : Eric Whitlock
- 1960 : Café Europa en uniforme (G.I. Blues) de Norman Taurog : Capitaine Hobart
- 1961 : Il a suffi d'une nuit (All in a Night's Work) de Joseph Anthony : Harry Lane

### Télévision
(séries)

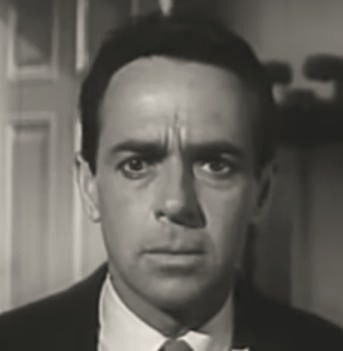
Dans la série One Step Beyond, épisode Vision de mort (1960)

- 1959 : Perry Mason, saison 2, épisode 14 Le Poisson noyé (The Case of the Glittering Goldfish) de Gerd Oswald : Tom Wyatt
- 1959 : La Grande Caravane (Wagon Train), saison 3, épisode 8 The Felizia Kingdom Story de Joseph Pevney : Alex Stoddard
- 1960 : One Step Beyond, saison 2, épisode 28 Vision de mort (I Saw You Tomorrow) de John Newland : Donald Ainsley Stuart
- 1961 : Remous (Sea Hunt), saison 4, épisode 19 Sub Hatch : Jerry Blaine
- 1964 : 77 Sunset Strip, saison 6, épisode 19 Dead as in « Dude » d'Abner Biberman : Rawlins
- 1964 : Gunsmoke ou Police des plaines (Gunsmoke ou Marshal Dillon), saison 9, épisode 18 Once a Haggen d'Andrew V. McLaglen : Curly Graham
- 1965 : Jinny de mes rêves (I Dream of Jeannie), saison 1, épisode 4 Jinny et le Mariage (Jeannie and the Marriage Caper) d'Alan Rafkin : Grover Caldwell
- 1970 : Auto-patrouille (Adam-12), saison 2, épisode 16 Log 54: Impersonation de Joseph Pevney : Détective Hal Forest
- 1970 : Sur la piste du crime (The F.B.I.), saison 6, épisode 1 The Condemned de Virgil W. Vogel : le directeur de la banque
- 1972 : Cannon, saison 2, épisode 4 Les Droits de la défense (That Was No Lady) de George McCowan : Kaplan